# GNK Dinamo Zagreb
GNK Dinamo Zagreb je hrvaški nogometni klub iz Zagreba, ki igra v prvi hrvaški ligi. Ustanovljen je bil leta 1911 kot "HAŠK Građanski". Domači stadion kluba je Stadion Maksimir.

## Uspehi

### Domače lovorike

#### Hrvaška
- Hrvaški prvaki ( 25 x )

(1992/93, 1995/96, 1996/97, 1997/98, 1998/99, 1999/00, 2002/03, 2005/06, 2006/07, 2007/08, 2008/09, 2009/10, 2010/11, 2011/12,2012/13, 2013/14, 2014/15, 2015/16, 2017/18, 2018/19, 2019/20, 2020/21, 2021/22, 2022/23, 2023/24)
- Zmagovalci hrvaškega pokala ( 17 x )

(1994, 1996, 1997, 1998, 2001, 2002, 2004, 2007, 2008, 2009, 2011, 2012, 2015, 2016, 2018, 2021, 2024)
- Hrvaški nogometni superpokal ( 5 x )

(2002, 2003, 2006, 2010, 2013,2016)

#### SFRJ
- Prvaki Jugoslavije ( 4 x )

(1947/48, 1953/54, 1957/58, 1981/82)
- Pokal maršala Tita ( 7x )

(1951, 1960, 1963, 1965, 1969, 1980, 1983)

### Mednarodne lovorike
- Pokal velesejemskih mest ( 1x )

(1966/67)

## Nekdanji znani igralci

### Tuji
| - Boštjan Cesar - Primož Gliha - Srečko Katanec - Gregor Židan - Boris Župančič - Maks Mihelčič - Stanislav Kreč - Mladen Kranjc - Stanislav Komočar - Marinko Galič - Zoran Pavlović - Leandro Cufré - Pablo Migliore - Luis Ezequiel Ibañez - Jens Nowotny - Georg Koch - Mathias Chago - Patrice Kwedi - Eddie Krnčević - Mark Viduka - Eddy Bosnar - Branko Strupar - Željko Petrović - Hernán Medford - Kazuyoshi Miura - Goce Sedloski - Miroslav Slepička - Dumitru Mitu - Fatos Beqiraj - Peter Utaka - Samuel Okwaraji - Campira - Etto - Nikolai Rasmussen | - Denial Pirić - Sead Halilović - Jasmin Džeko - Edin Mujčin - Said Husejinović - Frank-Manga Guela - Bakary Sare - Jakub Sylvestr - Dimitrios Papadopoulos - Dumitru Mitu - Alexandre Henrique Silva Cleyton - Silvio Spann - Pedro Morales - Walid Atta - Ruben Lima - Tonel - Ivo Pinto - Eduardo - Vilmos Sipos - Ábrahám Jenő - Péter Vig - Lee Addy - Wilson Eduardo - Emiljano Vila - Endri Cekici - Patrice Kwedi - Nick Dasovic - Saško Pandev - Gražvydas Mikulėnas - Ranko Stojić |

### Domači
| - Davor Šuker - Mario Mandžukić - Mario Stanić - Robert Prosinečki - Dražen Ladić - Zvonimir Boban - Goran Vlaović - Zvonimir Soldo - Igor Cvitanović - Srećko Bogdan - Zlatko Kranjčar - Dario Šimić - Boško Balaban - Igor Bišćan - Mario Tokić - Ivica Olić - Niko Kranjčar - Igor Pamić - Vedran Ćorluka - Eduardo da Silva - Luka Modrić - Dejan Lovren - Mateo Kovačić - Domagoj Vida - Milan Badelj - Tomislav Butina - Robert Kovač - Mihael Mikić | - Ognjen Vukojević - Miljenko Mumlek - Davor Vugrinec - Ivan Kelava - Šime Vrsaljko - Tin Jedvaj - Oliver Zelenika - Ante Rukavina - Ivan Boras - Jozo Šimunović - Marcelo Brozović - Fran Brodić - Franko Andrijašević - Vlatko Marković - Ratko Kacian - Stjepan Lamza - Stjepan Deverić - Zlatko Čajkovski - Željko Čajkovski - Snješko Cerin - Srećko Bogdan - Mladen Ramljak - Slaven Zambata - Tomislav Ivković - Dražan Jerković - Velimir Zajec - Ivica Vrdoljak - Marijan Vlak | - Danijel Pranjić - Zoran Mamić - Nikola Pokrivač - Stjepan Tomas - Nikola Jurčević - Ardian Kozniku - Elvis Scoria - Alen Peternac - Tomislav Šokota - Ivan Turina - Joško Jeličić - Silvio Marić - Goran Jurić - Krunoslav Jurčić - Ivan Krstanović - Tomislav Rukavina - Jerko Leko - Ivan Tomečak - Sammir - Robert Murić - Alen Halilović - Duje Čop - Josip Šimunić - Petar Mamić - Luka Capan |

## Postave prvakov
| Sezona | Moštvo | Trener                                          |
| ------ | --- | ----------------------------------------------- |
| 1923.  | Šifer, Mesić, Vragović, Kinert, Mantler, Bažant, Pasinek, Rupec, Petrška, Götz, Ferderber, Pavleković, Vrđuka, Babić | Arthur Gaskel                                   |
| 1926.  | D. Babić, Rupec, Ivančić, Perška, Mantler, Cindrić, Giler, Rudolf Hitrec, Remec, N. Babić, Urbanke, Mihelčić | Josef Brändstatter                              |
| 1928.  | Mihelčić, Cindrić, D. Babić, Gmajnički, Perška, Stanković, Rajković Gumhalter, Kralj, Remec, Kovačić, Mihaljević, Mekić | Imre Poszonyi                                   |
| 1937.  | Urch, Jazbinšek, Hügl, Kovačević, Kokotović, Danić, Lešnik, Antolković, Pleše, Medarić | Márton Bukovi                                   |
| 1940.  | Jazbinšek, Cimermančić, Đanić, Belošević, Lešnik, Urch, Brozović, Antolković, Matekalo, Žalant, Kokotović | Márton Bukovi                                   |
| 1943.  | Antolković, Glaser, Brozović, Cimermančić, Dubac, Lešnik, Jazbinšek, Wölfl, Pleše, Lechner, Kokotović | Márton Bukovi                                   |
| 1948.  | Arneri, Cimermančić, Pukšec, Željko Čajkovski, Jazbinšek, Benko, Jurić, Kacian, Wölfl, Horvat, Pleše | Karl Mütsch                                     |
| 1954.  | Majerović, Čonč, Crnković, Osojnak, I. Horvat, Kralj, Dvornić, Strnad, Ž. Čajkovski, Banožić, Benko, Cizarić, Ferković, Lipošinović, Kukec, Šikić, Režek, Mantula | Ivan Jazbinšek                                  |
| 1958.  | Irović, Režek, Košćak, Lipošinović, Šikić, Hmelina, Matuš, Benko, Šantek, Jerković, Crnković, Gašpert, Banožić, Čonč, Ferković, Horvat, Hugl, Kolonić, Prelčec | Gustav Lechner                                  |
| 1982.  | Ivković, Vlak, Bošnjak, Kurtela, Stipić, Ćalasan, Panić, Cerin, Hohnjec, Cvetković, Krnčević, H. Dragičević, E. Dragičević, Braun, Bračun, Dumbović, Hadžić, Bručić, Kranjčar, Zajec, Deverić, Mlinarić, Mustedanagić | Miroslav Blažević                               |
| 1993.  | Ladić, Ibrahimović, Turković, Panadić, Ištvanić, Lesjak, Stanić, Mamić, Pakasin, Vlaović, Cvitanović, Gašpar, Adžić, Škrinjar, Halilović, Marić, Kosić, Peternac | Miroslav Blažević                               |
| 1996.  | Ladić, Ibrahimović, Mladinić, A. Petrović, Mamić, Soldo, Krznar, Tomas, D. Šimić, Turković, Jeličić, Mlinarić, Gašpar, Marić, Kosić, Slišković, I. Cvitanović, Viduka, Kovačić, J. Šimić, Golubica | Zlatko Kranjčar                                 |
| 1997.  | Ladić, A. Dautbegović, Ibrahimović, D. Šimić, Mladinić, A. Petrović, Jurčić, Galić, Marić, Krznar, Štefulj, Rukavina, M. Cvitanović, Šarić, Slišković, I. Cvitanović, Viduka, Mujčin, Kovačić, Kosić, Gašpar | Otto Barić                                      |
| 1998.  | Ladić, Butina, Ibrahimović, Mladinić, M. Cvitanović, Bišćan, Tomas, Jurčić, Krznar, Jeličić, Jurić, Prosinečki, Gašpar, D. Šimić, Šarić, Marić, Mujčin, Šabić, Rukavina, Viduka, V. Petrović, Šokota, Jurčec, J. Šimić, Muñoz | Zlatko Kranjčar                                 |
| 1999.  | Ladić, Bišćan, Šokota, Štefulj, Jurić, Sedloski, Mujčin, Prosinečki, Jurčić, Banović, Šimić, Tokić, Rukavina, Šabić, Tomas, Mikić, Kozniku, Mikulenas, Cvitanović | Ilija Lončarević                                |
| 2000.  | Ladić, Butina, Vasilj, Šimić, Pavlović, Bišćan, Sedloski, Jurić, M. Cvitanović, Tokić, Tomas, Abramović, Pilipović, Šabić, Bazina, Krznar, Šarić, Jurčić, Mikić, I. Cvitanović, Šokota, Mujčin, Prosinečki, Rukavina, Jeličić, Kozniku, Mikulėnas | Marijan Vlak                                    |
| 2003.  | Butina, Jozić, Cesar, Poldrugač, D. Smoje, Krivić, Drpić, Sedloski, Čale, Ćosić, Polovanec, Tomić, Krznar, Papa, Mujčin, Agić, Čutura, Janjetović, M. Jurić, Mikić, S. Marić, Balaban, Zahora, Mitu, Mešanović, Olić, Dragičević, N. Kranjčar | Miroslav Blažević                               |
| 2006.  | Lončarić, Turina, Šarlija, Carlos, Drpić, Čale, Buljat, Etto, Ćorluka, Tomić, Bošnjak, Modrić, Chago, Šarić, Vukojević, Marić, Mamić, Junior, Anderson Costa, Eduardo, Zahora | Josip Kuže                                      |
| 2007.  | Lončarić, Turina, Šarlija, Vranjić, Nowotny, M. Cvitanović, Carlos, Drpić, Čale, Buljat, Etto, Ćorluka, Schildenfield, Tomić, Agić, Pokrivač, Jertec, Mikić, Modrić, Chago, Vukojević, Sammir, Vugrinec, Tadić, Eduardo | Branko Ivanković                                |
| 2008.  | Koch, Kelava, Lončarić, Buljat, Čale, Mikulić, Schildenfeld, Barbarić, Etto, Carlos, Bišćan, Drpić, Modrić, Chago, Pokrivač, Mikić, Antolić, Sammir, Guela, Vukojević, Vrdoljak, Vugrinec, Balaban, Tadić, Mandžukić, Šokota, Peko | Zvonimir Soldo                                  |
| 2009.  | Butina, Kelava, Lončarić, Tomečak, Ibáñez, Bišćan, Kovač, Barbarić, Lovren, Etto, Hrgović, Calello, Tomić, Badelj, Morales, Chago, Sammir, Vrdoljak, Sivonjić, Slepička, Tadić, Mandžukić | Krunoslav Jurčić                                |
| 2010.  | Butina, Lončarić, Turina, Tomečak, Ibáñez, Bišćan, Kovač, Barbarić, Etto, Cufré, Calello, Tomić, Badelj, Morales, Sammir, Vrdoljak, Antolić, Vrsaljko, Dodo, Kramarić, Primorac, Slepička, Mandžukić | Krunoslav Jurčić                                |
| 2011.  | Butina, Lončarić, Kelava, Tomečak, Ibáñez, Bišćan, Tonel, Barbarić, Etto, Cufré, Vrsaljko, Calello, Ademi, Badelj, Chago, Kovačić, Sammir, Morales, Kramarić, Šitum, Slepička, Rukavina, Sylvestr, Beqiraj | Vahid Halilhodžić, Marijo Tot                   |
| 2012.  | Kelava, Lončarić, Tomečak, Ibáñez, Pivarić, Puljić, Bišćan, Tonel, Šimunić, Vida, Cufré, Vrsaljko, Calello, Leko, Pokrivač, Ademi, Badelj, Kovačić, Palić, Sammir, Morales, Alispahić, Šitum, Rukavina, Sylvestr, Beqiraj, Krstanović | Krunoslav Jurčić, Ante Čačić                    |
| 2013.  | Kelava, Mitrović, Tomečak, Ibáñez, Pivarić, Vrsaljko, Šimunić, Jedvaj, Šimunović, Addy, Ćalušić, Leko, Pokrivač, Ademi, Husejinović, Halilović, Brozović, Pamić, Sammir, Rukavina, Beqiraj, Krstanović, Čop | Krunoslav Jurčić                                |
| 2014.  | Ježina, Sandomierski, Mikulić, Šimunić, Šimunović, Pinto, Addy, Pivarić, Ruben Lima, Taravel, Ademi, Antolić, Pavičić, Husejinović, Pamić, Leko, Halilović, Saré, Brozović, Soudani, Junior Fernandes, Kolar, Brodić, Rukavina, Čop, Jedvaj, Krstanović, Migliore, Kramarić, Sammir, Bećiraj, Cleyton, Zelenika                                                                 | Krunoslav Jurčić, Branko Ivanković, Zoran Mamić |
| 2015.  | Eduardo Carvalho, Ježina, Mikulić, Taravel, Sigali, Šimunović, Capan, Šimunić, Pivarić, Ibáñez, Ruben Lima, Musa, Sosa, Pinto, Matel, Boras, Vukojević, Ademi, Goncalo, J.Leko, Brozović, Machado, Andrijašević, Antolić, Pavičić, Husejinović, Fiolić, Gojak, Čorić, Pjaca, Cekici, Olmo, Wilson Eduardo, Soudani, Junior Fernandes, Henriquez, Radonjić, Čop, Ivančić, Hodžić | Zoran Mamić                                     |

## Dosedanji trenerji kluba
| - Arthur Gaskell, 1923.-1924. - Josef Brandstätter, 1925.-1926. - Imre Pozsonyi, 1926.-1928. - James Donnelly, 1929.-1931. - Giury Molnár, 1932. - Robert Haftl, 1933.-1935. - Márton Bukovi, 1935.-1945. - Branko Kunst, 1945. - Márton Bukovi, 1945.-1947. - Mirko Kokotović, 1947. - Karl Mütsch, 1948. - Bruno Knežević, 1948.-1949. - Bernard Hügl, 1950.-1952. - Milan Antolković, 1952.-1953. - Ivan Jazbinšek, 1953.-1955. - Bogdan Cuvaj, 1956. - Milan Antolković, 1957. - Gustav Lechner, 1957.-1958. - Milan Antolković, 1959.-1960. - Márton Bukovi, 1960.-1961. - Milan Antolković, 1961.-1964. - Vlatko Konjevod, 1964.-1965. - Branko Zebec, 1965.-1967. - Ivica Horvat,1967-1970. - Zlatko Čajkovski,1970.-1971. |  | - Dražan Jerković, 1971.-1972. - Stjepan Bobek, 1972. - Domagoj Kapetanović, 1973. - Ivan Marković, 1973.-1974. - Mirko Bazić, 1974.-1977. - Rudolf Belin, 1977.-1978. - Vlatko Marković, 1978.-1980. - Ivan Marković, 1980. - Miroslav Blažević, 1980.-1983. - Rudolf Belin, 1983. - Vlatko Marković, 1983. - Branko Zebec, 1984. - Tomislav Ivić, 1984.-1985. - Zdenko Kobeščak, 1985. - Miroslav Blažević, 1986.-1988. - Josip Skoblar, 1988.-1989. - Rudolf Belin, 1989. - Josip Kuže, 1989.-1990. - Vlatko Marković, 1990.-1991. - Zdenko Kobeščak, 1991.-1992. - Vlatko Marković, 1992. - Miroslav Blažević, 1992.-1994. - Ivan Bedi, 1994. - Zlatko Kranjčar, 1994.-1996. - Otto Barić, 1996.-1997. |  | - Marijan Vlak, 1997.-1998. - Zlatko Kranjčar, 1998. - Ivan Bedi / Hrvoje Braović, 1998. - Velimir Zajec, 1998.-1999. - Ilija Lončarević, 1999. - Osvaldo Ardiles, 1999. - Marijan Vlak, 1999.-2000. - Hrvoje Braović, 2000.-2001. - Ilija Lončarević, 2001.-2002. - Marijan Vlak, 2002. - Miroslav Blažević, 2002.-2003. - Nikola Jurčević , 2003.-2004. - Đuro Bago, 2004. - Nenad Gračan, 2004. - Ilija Lončarević, 2005. - Zvjezdan Cvetković, 2005. - Josip Kuže, 2005.-2006. - Branko Ivanković, 2006.-2008. - Zvonimir Soldo, 2008. - Branko Ivanković, 2008. - Marijan Vlak, 2008.-2009. - Krunoslav Jurčić, 2009.-2010. - Velimir Zajec, 2010. - Vahid Halilhodžić, 2010.-2011. - Krunoslav Jurčić, 2011. |  | - Ante Čačić, 2011.-2012. - Krunoslav Jurčić, 2012.-2013. - Branko Ivanković, 2013. - Zoran Mamić, 2013.-2016 - Zlatko Kranjčar, 2016.- |